# Лорі Ґоттліб
Лорі Ґоттліб (англ. Lori Gottlieb, грудень 1966, Лос-Анджелес, Каліфорнія, США) — американська письменниця та психотерапевтка. Вона є авторкою бестселера New York Times «Можливо, вам варто з кимось поговорити». Крім того, веде щотижневу колонку порад «Шановний терапевте» для The Atlantic і є співведучою подкасту iHeart Radio «Шановні терапевти». 2019 року її виступ на TED був одним із найпопулярніших.

## Життя та кар'єра
Ґоттліб народилася 1966 року в Лос-Анджелесі. 1989 року здобула ступінь бакалавра в Стенфордському університеті, де була членкинею братства Kappa Kappa Gamma. 2010 року здобула ступінь магістра клінічної психології в Університеті Пеппердайн. Вона є ліцензованою шлюбною та сімейною терапевткою.
Ґоттліб була коментаторкою Національного громадського радіо і постійною авторкою та редакторкою The Atlantic. Вона розповіла історію про те, як у неї народився син на шоу The Moth в Аспені, штат Колорадо.
Єва Лонгорія розробляла та адаптувала для телевізійної мережі ABC її книгу мемуарів/самодопомоги «Можливо, вам варто з кимось поговорити».

## Переклади українською
- Ґоттліб, Лорі (2025). Можливо, вам варто з кимось поговорити. Відверті нотатки психотерапевта. Переклад: Беззадіна, Дар'я. BookChef. с. 560. ISBN 9786175483312.
- Ґоттліб, Лорі (2024). Мені потрібен найкращий! Як не зіпсувати собі життя в очікуванні ідеального чоловіка. Сварог. с. 400. ISBN 9786110132169.
- Ґоттліб, Лорі (2020). Хочете про це поговорити? Нотатки психотерапевта в 58 сеансах. Переклад: Беззадіна, Дар'я. Book Chef. с. 560. ISBN 9786177808984.
- Ґоттліб, Лорі (2020). Як вийти заміж, і чи варте воно того. Переклад: Хлівна, Людмила. Книжковий клуб «Клуб Сімейного Дозвілля». с. 350. ISBN 9786171276277.